# Paterna del Río (kommun)
Paterna del Río är en kommun i Spanien.   Den ligger i provinsen Provincia de Almería och regionen Andalusien, i den södra delen av landet, 400 km söder om huvudstaden Madrid. Antalet invånare är 433. Arean är 45 kvadratkilometer. Paterna del Río gränsar till Alcolea, Bayárcal, Huéneja, Fiñana, Laujar de Andarax och Fondón. 
Terrängen i Paterna del Río är bergig.